# Pere Estasen i Cortada
Pere Estasen i Cortada (Barcelona, 24 de gener de 1855- 12 de desembre de 1913) fou un advocat, filòsof, economista i geògraf català. És considerat el sociòleg evolucionista més important a l'Espanya de finals del segle xix.

## Biografia
Fill d' Eugenio Estasen López del Rincón, notari oficial de l'escribanía de Marina, natural de Granada i de Adelaida Cortada i Dalmau natural de Barcelona. Es va casar amb Anna Soler i Campmany. En Lluís Estasen i Pla era el seu nebot.
De ben jove fou membre de l'Ateneu Barcelonès i del Foment de la Producció Espanyola. Va diversos articles defensant el darwinisme social de Walter Bagehot (1876) i el positivisme (1877). El fet que se li prohibissin unes conferències a l'Ateneu on volia demostrar la naturalesa totalment evolutiva del desenvolupament social provocà l'escissió dels sectors més progressistes anomenada Ateneu Lliure. Alhora, fou un dels introductors a l'Estat espanyol de les teories de l'escola històrica alemanya d'economia de Friedrich List. Membre de Foment del Treball Nacional entre 1880 i 1881 organitzà cicles de conferències defensant el proteccionisme. El 1887 va fundar amb Frederic Rahola i Trèmols el Foment de la Riquesa de Catalunya per tal de recopilar informació econòmica sobre Catalunya i defensar-ne els interessos econòmics. Més tard relacionà el regionalisme amb el proteccionisme usant criteris positivistes, i ho relacionà amb Catalunya en la conferència sobre economia política regional que va donar el 21 de novembre de 1907.
Pel que a la premsa, el 1880 va fundar El Eco de la Producción. Va dirigir el Diario de Comercio i col·laborà a La España Regional, a la Revista general de Legislación y Jurisprudencia de Madrid, i a la revista Catalunya. En la seva obra Catalunya (1900) defensa la formació d'una gran indústria, del gran comerç i d'una banca gran.

## Pensament
Influït de ben jove pel darwinisme, defensà que la teoria de l'evolució és finalista perquè les lleis naturals porten a la perfecció constant de les coses, incloses les lleis socials, a través de d'una selecció natural que refusa l'irregular i inharmònic i que sosté allò que és bo i ho fa romandre. La selecció natural de la teoria evolucionista de Darwin té els seus corresponents socials en la divisió del treball. El treball és el millor indicador de l'existència en totes les societats de la diversitat de classes i categories. Si hi ha una desigualtat natural entre els organismes, també n'hi ha entre les funcions que desenvolupa, cosa que condueix a l'adaptació a les divisions del treball exigides per la natura, i el procés de socialització infantil és un resum sociològic de la vida de la humanitat. Però alhora recorre a la noció de dret, a través del qual la societat garanteix a tothom les mateixes oportunitats i a través del qual una minoria intel·lectual assumeix el govern.
En la seva obra Cataluña. Estudio acerca de las condiciones de su engrandecimiento y riqueza (1900) reconeixia i denunciava la discriminació fiscal consuetudinària que patia Catalunya i proposa un programa de desenvolupament econòmic per a una regió d'un estat en crisi, en aquest cas Catalunya basat en 10 punts:
1. Augment de la població (aleshores Catalunya només tenia 1,7 milions d'habitants) mitjançant l'augment de la natalitat, de la demanda de treball i emigració de persones riques, i reducció de l'emigració a Amèrica.
2. Reivindicar la personalitat de Catalunya, fomentant la conservació del territori, el turisme, l'ús oficial del català i les relacions d'amistat amb les Illes, Balears, Aragó i el que avui es coneix com a Euroregió Pirineus Mediterrània
3. Fomentar l'esperit regional a Espanya, als països llatins i als pobles de la Mediterrània.
4. Invertir en museus, biblioteques, jardins botànics lligats a la producció agrària, etc.
5. Conservar els museus històrics i artístics
6. "Transformació" del caràcter dels catalans, enllaçant la iniciativa individual i la força de la família.
7. Fomentar l'educació per a la bona marxa del país.
8. Fomentar la vida al camp i al mar.
9. Atraure capitals de l'estranger per a invertir en la indústria.
10. Reforma en la direcció dels negocis públics i en el sistema tributari espanyol.[6][7][8]

## Obres
- Manual de la legislación del impuesto de derechos reales y transmisión de bienes (1876)
- El positivismo o sistema de las ciencias experimentales (1877)
- El comercio y la marina mercante española (1880)
- La protección y el libre cambio (1880)
- El problema de las nacionalidades (1882)
- Regionalismo económico. Discurso acerca de los fines del Fomento de la Riqueza de Cataluña (1887, amb versió catalana)
- Instituciones de derecho mercantil (vuit volums, 1890-1895)
- Repertorio de la jurisprudencia mercantil española' (1894)
- El código industrial (1893)
- Los orígenes de la vida económica (1896)
- Tratado de las suspensiones de pagos y de las quiebras (1899)
- Proyecto económico para España (1899)
- Cataluña. Estudio acerca de las condiciones de su engrandecimiento y riqueza (1900)
- Derecho industrial en España (1901)
- Catalunya (1908), volum integrat dins la Geografia general de Catalunya, dirigida per Francesc Carreras i Candi.